# Microkini

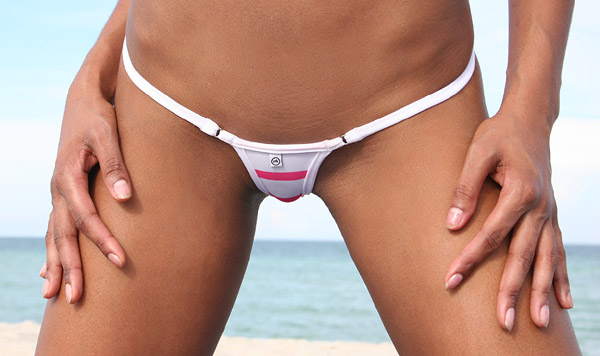
Microkini

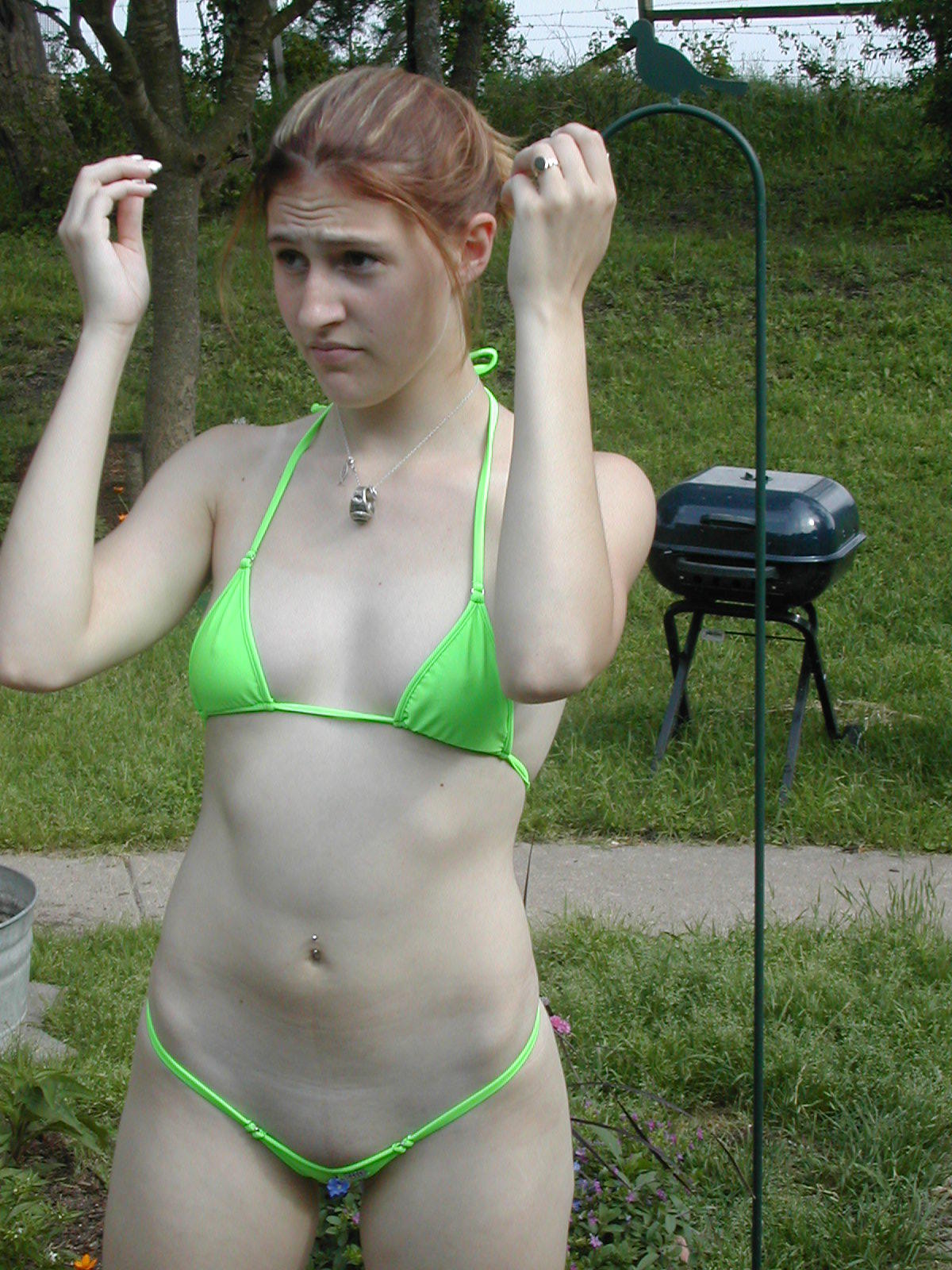
Microkini

Een microkini is een extreem klein één- of tweedelig badpak dat werd ontworpen om slechts die lichaamsdelen van een drager te bedekken, die volgens de eisen minimaal bedekt dienen te zijn. De microkini is gevormd naar de minimalistische kledingstukken zoals deze door stammenvolkeren in diverse tropische delen van de wereld wordt gedragen. Zie bijvoorbeeld de uluri van de Xingu-volkeren.

## Ontstaan
De term "microkini" is ontstaan in 1995 in een online gemeenschap gewijd aan enthousiastelingen van radicale ontwerpen.
De oorsprong van de moderne microkini kan worden teruggevoerd naar de vroege jaren zeventig op het strand van Venice Beach, Californië waar, nadat de wetgeving met betrekking tot het verbod op naaktheid daar werd ingetrokken, de strandtoezichthouders hun eigen uiterst kleine badkostuums gingen vervaardigen die (nog net) aan de nieuwe wetgeving voldeden. Deze zelfgemaakte badkostuums waren weinig verhullend, vaak niet meer dan enkel uiterst kleine, resterende stukken stof, die ruw aaneen gestikt waren met een dunne streng visdraad.
Ongeveer rond 1975 pikte een lokale bikiniwinkel het idee op en ontwikkelde een praktischer ontwerp door gebruik te maken van moderne materialen. Spoedig daarna droegen enkele pornoactrices de badkostuums van de winkel in hun films en begon het ontwerp wereldwijd aan te slaan.
Microkini's vullen het gebied tussen nudisme en conservatieve badkleding. Naast de drager te laten voldoen aan de wettelijke grenzen van de fatsoensnormen heeft de microkini zich uiteindelijk ook geëvolueerd tot een meer provocatieve kleding voor het zonnebaden. De verspreiding van de microkini op de meeste reguliere stranden is echter vrij klein. In Europa is deze badmode nog het meest aanwezig (alhoewel nog steeds mondjesmaat) op bepaalde stranden in Spanje, zoals op de eilanden Formentera en Gran Canaria.
Wereldwijd zijn vele fabrikanten begonnen met het ontwerpen en vervaardigen van microkini's voor zowel mannen als vrouwen, de meeste met een op het internet gebaseerd bedrijfsmodel.
Kenmerkend voor microkini's zijn de smalle kleine broekjes of een op een g-string gebaseerde badpak met zeer smalle stroken van materiaal voor het bedekken van slechts de genitaliën.
Deze ontwerpen zijn zo minimalistisch dat zij de conventionele op string-gebaseerde badkostuums conservatief doen lijken (bijvoorbeeld de bikini).

## Zie verder
- Monokini
- Tankini
- Topless